# Thomas Lister
Thomas Lister (ur. 27 października 1943 w Ashburton, zm. 23 lipca 2017 w Timaru) – nowozelandzki rugbysta grający na pozycji rwacza, reprezentant kraju, trener.

## Życiorys
Uczęszczał do Temuka Primary School oraz Waitaki Boys High School. Związany był z lokalnym klubem Old Boys RFC i już w pierwszym roku po ukończeniu szkoły otrzymał powołanie do regionalnego zespołu South Canterbury zostając tym samym najmłodszym w jego historii zawodnikiem formacji młyna. W 1965 roku przeniósł się do Wellington, by zwiększyć swe szanse zagrania w reprezentacji kraju. Wraz z Terrym McCashinem pracował jako śmieciarz, grał wówczas dla Athletic Rugby Club, w 1966 roku zostając wybrany najlepszym zawodnikiem lokalnych rozgrywek Jubilee Cup. W ciągu trzech sezonów czterdziestokrotnie zagrał dla Wellington Lions, włączając w to zwycięstwa nad Springboks i British and Irish Lions, zdobywając siedem przyłożeń. Powrócił w 1968 roku do South Canterbury, gdzie grał do roku 1974, w ostatnim z nich przyczyniając się do zdobycia Ranfurly Shield. W roku 1969 został uznany najlepszym sportowcem regionu, a w jego barwach łącznie w obu epizodach zaliczył siedemdziesiąt dwa występy z piętnastoma przyłożeniami.
Występował w narodowych zespołach juniorskich, czterokrotnie reprezentował także Wyspę Południową, a na sprawdzianach nowozelandzkiej kadry pojawił się po raz pierwszy w roku 1965. Dla All Blacks zadebiutował podczas tournée do Australii w 1968 roku, a jeszcze w tym samym roku zagrał także przeciw Francji. W kolejnym sezonie wystąpił w meczach z Walijczykami, a rok później wziął udział w wyprawie do Południowej Afryki, zakończył zaś reprezentacyjną karierę przyłożeniem przeciw British and Irish Lions podczas ich pobytu w roku 1971. O miejsce w składzie konkurował wówczas z takimi zawodnikami jak Brian Lochore, Kel Tremain, Waka Nathan, Graham Williams, Ian Kirkpatrick, Alan Sutherland czy Alex Wyllie. Łącznie zatem w latach 1968–1971 rozegrał dla nowozelandzkiej reprezentacji dwadzieścia sześć spotkań, w tym osiem testmeczów. 
Trenował juniorskie zespoły Old Boys RFC, Wyspy Południowej oraz seniorskie drużyny Celtic RFC i South Canterbury. Pracował także jako rzeźnik, rybak i farmer. Zmarł po krótkiej walce z rakiem w wieku 73 lat.
Jego brat, John, był golfistą występującym w turniejach PGA Tour w latach siedemdziesiątych i osiemdziesiątych, trzykrotnym zwycięzcą New Zealand PGA Championship. Tę samą dyscyplinę uprawiały także jego matka i siostra, natomiast ojciec był bokserem, mistrzem kraju z 1938 roku w wadze półśredniej.